# Liga Premier de Israel 2016-17
La Ligat ha'Al 2016-17 fue la decimoctava temporada desde su introducción en 1999 y la temporada 75.ª de fútbol de primer nivel en Israel. Comenzó el 20 de agosto de 2016 y terminó el 20 de mayo de 2017.
Hapoel Be'er Sheva se proclamó campeón.

## Ascensos y descensos
Hapoel Acre y Maccabi Netanya descendieron al final de la segunda fase de la temporada 2015-16 después de terminar en el penúltimo y último lugar de la tabla del grupo de descenso respectivamente.
Los descendidos fueron reemplazados por el campeón de la Liga Leumit 2015-16, el FC Ashdod y el subcampeón Hapoel Ashkelon.
| Pos. | de Ligat ha'Al 2015/16 |
| ---- | ---------------------- |
| 13.º | Hapoel Acre            |
| 14.º | Maccabi Netanya        |

| Pos. | de Liga Leumit 2015/16 |
| ---- | ---------------------- |
| 1.º  | FC Ashdod              |
| 2.º  | Hapoel Ashkelon        |

## Equipos participantes
| Club                 | Ciudad        | Estadio            | Capacidad |
| -------------------- | ------------- | ------------------ | --------- |
| Beitar Jerusalem     | Jerusalem     | Teddy Stadium      | 31.733    |
| Bnei Sakhnin         | Sakhnin       | Doha Stadium       | 8.500     |
| Bnei Yehuda Tel Aviv | Tel Aviv-Yafo | HaMoshava Stadium  | 11.500    |
| FC Ashdod            | Asdod         | Yud-Alef Stadium   | 7.800     |
| Hapoel Ashkelon      | Ascalón       | Sala Stadium       | 5.250     |
| Hapoel Be'er Sheva   | Be'er Sheva   | Turner Stadium     | 16.126    |
| Hapoel Haifa         | Haifa         | Estadio Sammy Ofer | 30.942    |
| Hapoel Kfar Saba     | Kfar Saba     | Levita Stadium     | 5.800     |
| Hapoel Ra'anana      | Ra'anana      | Netanya Stadium    | 13.610    |
| Hapoel Tel Aviv      | Tel Aviv      | HaMoshava Stadium  | 11.500    |
| Ironi Kiryat Shmona  | Kiryat Shmona | Ironi Stadium      | 5.300     |
| Maccabi Haifa        | Haifa         | Estadio Sammy Ofer | 30.942    |
| Maccabi Petah Tikva  | Petah Tikva   | HaMoshava Stadium  | 11.500    |
| Maccabi Tel Aviv     | Tel Aviv      | Netanya Stadium    | 13.610    |

## Formato de competencia
La primera fase del campeonato consiste en un torneo de todos contra todos entre los 14 equipos a dos vueltas (local y visitante) para un total de 26 partidos para cada equipo. 
En la segunda fase del campeonato, los equipos son divididos de acuerdo a su posición al término de la primera fase, los 6 equipos mejor clasificados acceden a la ronda de campeonato donde jugaran todos contra todos a partidos de ida y vuelta para aun total de 10 partidos por cada equipo. El equipo con más puntos será el campeón y califica para participar en la segunda ronda previa de la Liga de Campeones de la UEFA 2017-18. El subcampeón y tercer lugar califican para la primera ronda previa de la Liga Europa de la UEFA 2017-18. Un tercer cupo para la Liga Europa de la UEFA 2017-18 es otorgado al campeón de la Copa de Israel comenzando en la segunda ronda previa.
Los 8 equipos restantes jugaran la ronda de descenso en sistema de todos contra todos a un solo partido, para un total de 7 partidos para cada equipo.
Los equipos que terminen en penúltimo y último lugar descenderán a la Liga Leumit para la temporada 2017-18.

## Primera fase

### Tabla de posiciones
Actualizado el 13 de marzo de 2017.
|  |     | Equipo              | PJ | PG | PE | PP | GF | GC | DG  | PTS |
|  | --- | ------------------- | -- | -- | -- | -- | -- | -- | --- | --- |
|  | 1.  | Hapoel Be'er Sheva  | 26 | 18 | 5  | 3  | 54 | 13 | +41 | 59  |
|  | 2.  | Maccabi Tel Aviv    | 26 | 17 | 5  | 4  | 45 | 19 | +26 | 56  |
|  | 3.  | Maccabi Petah Tikva | 26 | 13 | 9  | 4  | 36 | 23 | +13 | 48  |
|  | 4.  | Bnei Sakhnin        | 26 | 10 | 9  | 7  | 26 | 26 | 0   | 39  |
|  | 5.  | Beitar Jerusalem    | 26 | 10 | 10 | 6  | 34 | 27 | +7  | 38  |
|  | 6.  | Maccabi Haifa       | 26 | 10 | 8  | 8  | 30 | 25 | +5  | 38  |
|  | 7.  | Ironi Kiryat Shmona | 26 | 9  | 8  | 9  | 35 | 33 | +2  | 35  |
|  | 8.  | Hapoel Haifa        | 26 | 8  | 4  | 14 | 29 | 36 | -7  | 28  |
|  | 9.  | FC Ashdod (A)       | 26 | 6  | 10 | 10 | 15 | 26 | -11 | 28  |
|  | 10. | Hapoel Ra'anana     | 26 | 7  | 7  | 12 | 14 | 29 | -15 | 28  |
|  | 11. | Bnei Yehuda         | 26 | 5  | 10 | 11 | 20 | 32 | -12 | 25  |
|  | 12. | Hapoel Kfar Saba    | 26 | 4  | 9  | 13 | 17 | 34 | -17 | 21  |
|  | 13. | Hapoel Ashkelon (A) | 26 | 3  | 9  | 14 | 15 | 39 | -24 | 18  |
|  | 14. | Hapoel Tel Aviv     | 26 | 5  | 11 | 10 | 18 | 26 | -8  | 17  |

- (A) Ascendido para esta temporada.

|  | Clasificados a la ronda de campeonato. |
|  | Clasificados a la ronda de descenso.   |

## Segunda fase

### Ronda de campeonato
Actualizado el 20 de mayo de 2017.
|  |    | Equipo              | PJ | PG | PE | PP | GF | GC | DG  | PTS |
|  | -- | ------------------- | -- | -- | -- | -- | -- | -- | --- | --- |
|  | 1. | Hapoel Be'er Sheva  | 36 | 26 | 7  | 3  | 73 | 18 | +55 | 85  |
|  | 2. | Maccabi Tel Aviv    | 36 | 22 | 6  | 8  | 61 | 28 | +33 | 72  |
|  | 3. | Beitar Jerusalem    | 36 | 16 | 12 | 8  | 53 | 36 | +17 | 60  |
|  | 4. | Maccabi Petah Tikva | 36 | 15 | 11 | 10 | 42 | 34 | +8  | 56  |
|  | 5. | Bnei Sakhnin        | 36 | 13 | 9  | 14 | 32 | 46 | -14 | 48  |
|  | 6. | Maccabi Haifa       | 36 | 12 | 9  | 15 | 34 | 41 | -7  | 45  |

|  | Campeón y clasificado a la segunda ronda previa de la Liga de Campeones de la UEFA 2017-18. |
|  | Clasificado a la primera ronda previa de la Liga Europa de la UEFA 2017-18.                 |

### Ronda de descenso
Actualizado el 13 de mayo de 2017.
|  |     | Equipo              | PJ | PG | PE | PP | GF | GC | DG  | PTS |
|  | --- | ------------------- | -- | -- | -- | -- | -- | -- | --- | --- |
|  | 7.  | Ironi Kiryat Shmona | 33 | 10 | 9  | 14 | 44 | 48 | -4  | 39  |
|  | 8.  | Hapoel Haifa        | 33 | 10 | 7  | 16 | 39 | 46 | -7  | 37  |
|  | 9.  | FC Ashdod           | 33 | 7  | 15 | 11 | 22 | 32 | -10 | 36  |
|  | 10. | Hapoel Ra'anana     | 33 | 9  | 9  | 15 | 22 | 40 | -18 | 36  |
|  | 11. | Bnei Yehuda         | 33 | 8  | 11 | 14 | 26 | 39 | -13 | 35  |
|  | 12. | Hapoel Ashkelon     | 33 | 7  | 11 | 15 | 24 | 42 | -18 | 32  |
|  | 13. | Hapoel Kfar Saba    | 33 | 7  | 10 | 16 | 23 | 40 | -17 | 31  |
|  | 14. | Hapoel Tel Aviv     | 33 | 8  | 14 | 11 | 29 | 34 | -5  | 29  |

|  | Descendido a la Liga Leumit 2017-18. |

## Estadísticas

### Máximos goleadores
| Pos. | Jugador               | Club                | Goles |
| ---- | --------------------- | ------------------- | ----- |
| 1    | Vidar Örn Kjartansson | Maccabi Tel Aviv    | 19    |
| 2    | Anthony Nwakaeme      | Hapoel Be'er Sheva  | 11    |
| 3    | Ben Sahar             | Hapoel Be'er Sheva  | 10    |
| 3    | Tal Ben Haim          | Maccabi Tel Aviv    | 10    |
| 5    | Gidi Kanyuk           | Maccabi Petah Tikva | 9     |
| 5    | Shlomi Azulay         | Ironi Kiryat Shmona | 9     |
| 5    | Itay Shechter         | Beitar Jerusalem    | 9     |
| 8    | Guy Melamed           | Maccabi Petah Tikva | 8     |
| 8    | Ma'aran Al Lala       | Maccabi Haifa       | 8     |
| 10   | Ahmad Abed            | Ironi Kiryat Shmona | 7     |
| 10   | Maor Bar Buzaglo      | Hapoel Be'er Sheva  | 7     |
| 10   | Eliran Atar           | Maccabi Haifa       | 7     |
| 10   | Mihai Roman           | Maccabi Petah Tikva | 7     |

Fuente: 